# 폭력 교실 1984
《폭력 교실 1984》(Class Of 1984)는 캐나다에서 제작된 마크 L. 레스터 감독의 1982년 액션, 드라마, 스릴러 영화이다. 페리 킹 등이 주연으로 출연하였다.

## 출연

### 주연
- 페리 킹
- 메리 린 로스
- 팀 반 패튼
- 로디 맥도웰
- 스테판 안그림
- 마이클 J. 폭스

### 조연
- 케이스 나이트
- 리사 랑고이스
- 알 왁스먼
- 에린 플래너리
- 데이비드 가드너
- 스티브 퍼니
- 로버트 리스
- 조셉 켈리
- 엘바 마이 후버